# Rejon niżyński
Rejon niżyński (ukr. Ніжинський район) – rejon na Ukrainie, w obwodzie czernihowskim, z siedzibą w Koriukówce. Jego powierzchnia wynosi 7219 km², zaś liczba ludności wynosi 215,9 tys. osób.
Na terenie rejonu znajduje się 17 hromad:
- 6 miejskich:
  - Niżyn(inne języki)
  - Baturyn(inne języki)
  - Bachmacz(inne języki)
  - Bobrowica(inne języki)
  - Borzna(inne języki)
  - Nosówka(inne języki)
- 2 sełyszczne(inne języki):
  - Dmytriwka(inne języki)
  - Łosyniwka(inne języki)
- 6 wiejskich:
  - Wertijiwka(inne języki)
  - Wysoke(inne języki)
  - Komariwka(inne języki)
  - Kruty(inne języki)
  - Makijiwka(inne języki)
  - Mryn(inne języki)
  - Nowa Basań(inne języki)
  - Płysky(inne języki)
  - Tałałajiwka(inne języki)

Rejon został utworzony 19 lipca 2020 roku decyzją Rady Najwyższej z 17 lipca 2020 roku o przeprowadzeniu reformy administracyjno-terytorialnej Ukrainy. W jego skład weszły dotychczasowe rejony:
- niżyński
- bachmacki
- bobrowicki
- borzniański
- nosowski
- Niżyn (dotychczas miasto wydzielone)